# VinFast VF 9
VinFast VF 9 – elektryczny samochód osobowy typu crossover klasy pełnowymiarowej produkowany pod wietnamską marką VinFast od 2022 roku.

## Historia i opis modelu

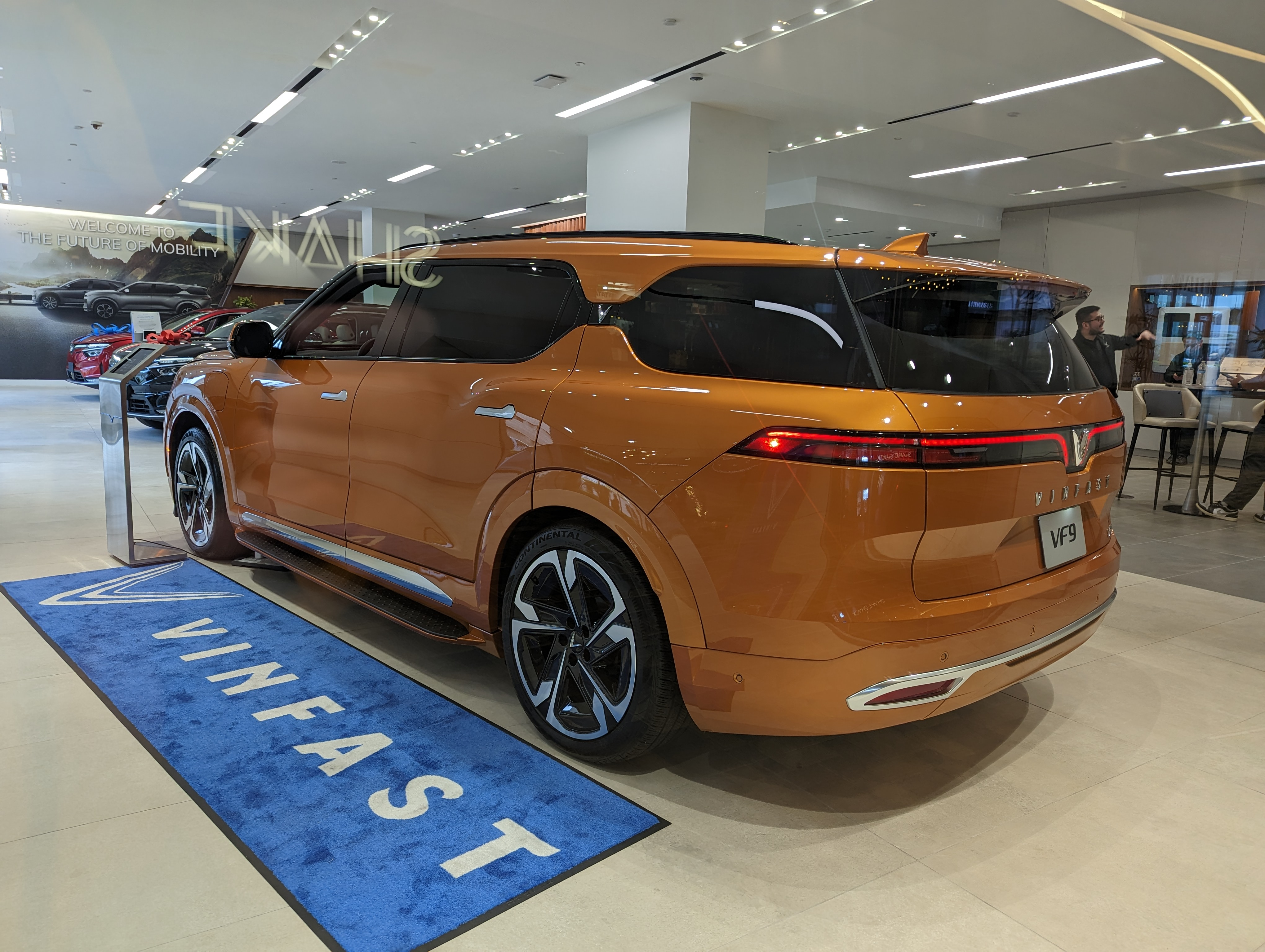
VinFast VF 9 - tył

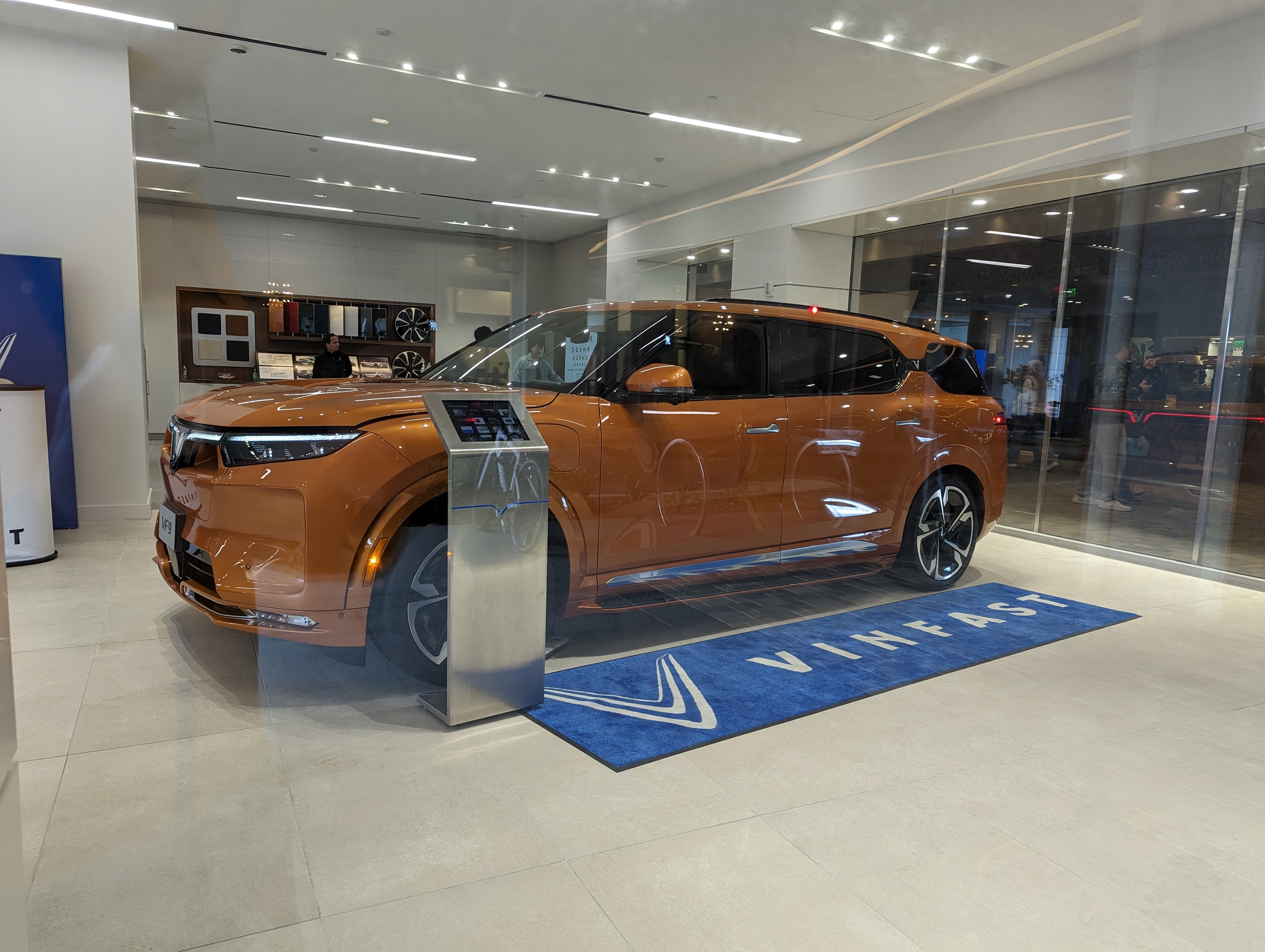
VinFast VF 9 w salonie

Pełnowymiarowy model VF 9 zadebiutował razem z mniejszymi modelami VF e34 i VF 8 jako największy z przedstawionej w styczniu 2021 roku gamy elektrycznych crossoverów będących pierwszymi tego typu pojazdami wietnamskiego producenta. VinFast VF 9 charakteryzuje się masywną sylwetką o długości sięgającej ponad 5,1-metra, zyskując awangardowo stylizowaną sylwetkę z dwumodułową linią okien, a także wąskimi pasami reflektorów oraz lamp tylnych składających się z oświetlenia typu Matrix LED. Charakteryzujący się napędem AWD, pojazd będzie mógł pomieścić maksmalnie 7 osób na trzech rzędach siedzeń.
Kabina pasażerska została utrzymana w minimalistycznym wzornictwie, zyskując masywny, 15,4-calowy dotykowy wyświetlacz przedstawiający nie tylko wskazania systemu multimedialnego, ale również informacje komputera pokładowego i prędkościomierza z racji zintegorwania go z zestawem wskaźników.
Razem z mniejszym VF e35, w lipcu 2021 wietnamski producent ogłosił korektę nazwy sztandarowego VF33 wzorem mniejszych modeli i przemianował go na VinFast VF e36. Razem z tańszym pojazdem, samochód będzie elementem ekspansji VinFast w marcu 2022 roku na rynkach globalnych. Na początku 2022 roku nazwę ponownie zmieniono, tym razem upraszcając do VinFast VF 9.

### Sprzedaż
Podobnie jak mniejszy VF 8, VinFast VF 9 trafił do sprzedaży w Wietnamie we wrześniu 2021 roku, z pierwszymi egzemplarzami dostarczonymi w lutym 2022 roku. Pojazd jest też elementem globalnej ekspansji firmy VinFast, docelowo trafiając do sprzedaży m.in. w Australii, Europie czy Ameryce Północnej. Podczas targów technologicznych CES 2022 w Las Vegas przedstawiony został model w amerykańskiej specyfikacji, który ma tam trafić do sprzedaży pod koniec 2024 roku.

### Dane techniczne
VinFast VF 9 oferowany jest w wariancie napędowym składającym się z baterii o pojemności 106 kWh, rozwijając 402 KM mocy. Na jednym ładowaniu pojazd będzie mógł przejechać około 482 kilometry.